# Izilda Pereira Soares

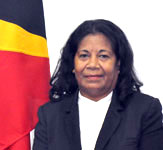
Izilda Pereira Soares

Izilda Manuela da Luz Pereira Soares (* 27. Januar 1958 in Laclubar, Portugiesisch-Timor) ist eine Politikerin aus Osttimor. Sie ist Mitglied der Partei Congresso Nacional da Reconstrução Timorense (CNRT).
Soares hat einen Bachelor in Sozialwissenschaften und Geisteswissenschaften im Bereich Internationale Beziehungen und einen Master of Public Administration MPA.
Von 2012 bis 2017 war sie Abgeordnete im Nationalparlament Osttimors. und Mitglied der parlamentarischen Kommission für Öffentliche Finanzen. Bei den Wahlen 2017 wurde Soares nicht mehr auf der Wahlliste des CNRT aufgestellt.